# Wolfgang Reisewitz
Wolfgang Reisewitz (* 9. September 1917 in Diedenhofen, Elsaß-Lothringen; † 8. Februar 2012 in Wiesbaden) war ein deutscher Fotograf der Nachkriegszeit.

## Leben
Reisewitz wurde 1917 als Sohn eines Fotografen in Thionville geboren. Als er 1947 aus der sowjetischen Kriegsgefangenschaft entlassen wurde, trat er in die Fußstapfen des Vaters und wurde Fotograf. Nach dem Besuch der Bayerischen Staatslehranstalt für Lichtbildwesen 1948/49, die er mit der Meisterprüfung abschloss, war Reisewitz Meisterschüler bei Adolf Lazi in Stuttgart. Als er 1949 eine Ausstellung organisieren sollte, kam es zu Auseinandersetzungen mit der konservativen Jury. Reisewitz gründete daraufhin mit Gleichgesinnten die Gruppe fotoform, deren Ausstellungen in Deutschland und Europa zu einer Erneuerung der deutschen Nachkriegsfotografie führten. 1951 nahm er an der von Otto Steinert zusammengestellten Ausstellung Subjektive Fotografie in Saarbrücken teil. Gemeinsam prägte man den Begriff „Neues Sehen“. Reisewitz wandte sich immer stärker der abstrakten Fotografie zu und erlangte zahlreiche internationale Auszeichnungen und Preise. 1999 wurde er ausgezeichnet mit dem Kulturpreis der Deutschen Gesellschaft für Photographie.
1962 erhielt Reisewitz einen Lehrauftrag an der Mainzer Werkkunstschule, der späteren Fachhochschule Mainz. Dort wurde er dann Professor für Entwurf Fotografie. 2012 verstarb er in Wiesbaden.

## Auszeichnungen
- 1999: Kulturpreis der Deutschen Gesellschaft für Photographie[2]

## Ausstellungen (Auswahl)
- 2000: Lehrjahre Lichtjahre – Die Münchner Fotoschule 1900-2000. Münchner Stadtmuseum/Sammlung Fotografie, München
- 2002: Neues Sehen – Fotografien von Wolfgang Reisewitz Historisches Museum der Pfalz, Speyer
- 2003: Fotolegenden: Wolfgang Reisewitz, Max Jacoby Vertretung des Landes Rheinland-Pfalz, Berlin
- 2003: Wolfgang Reisewitz – Neues Sehen. Neustadt an der Weinstraße
- 2005: 51. Biennale di Venezia
- 2006: Von Henri Cartier-Bresson bis Charlotte March. Einblicke in die Sammlung der Deutschen Gesellschaft für Photographie. C/O Berlin, International Forum For Visual Dialogues
- 2007: Résonances I. Photographier après la guerre. Galerie Nationale du Jeu de Paume, Paris